# Condado de Grady (Geórgia)
O Condado de Grady é um dos 159 condados do Estado americano de Geórgia. A sede do condado é Cairo, e sua maior cidade é Cairo. O condado possui uma área de 1 192 km², uma população de 23 659 habitantes, e uma densidade populacional de 20 hab/km² (segundo o censo nacional de 2000). O condado foi fundado em 17 de agosto de 1905.